# Comuna Petlovac, Osijek-Baranja
Petlovac este o comună în cantonul Osijek-Baranja, Croația, având o populație de 2.405 locuitori (2011).

## Demografie
Componența etnică a comunei Petlovac
     Croați (73,22%)
     Maghiari (13,72%)
     Sârbi (5,07%)
     Romi (4,53%)
     Necunoscut (0,54%)
     Neclasificat (2,54%)
Componența confesională a comunei Petlovac
     Catolici (88,73%)
     Ortodocși (5,41%)
     Alți creștini (1,5%)
     Fără religie și atei (1,33%)
     Necunoscută (1,58%)
     Alte religii (1,46%)
Conform recensământului din 2011, comuna Petlovac avea 2.405 locuitori. Din punct de vedere etnic, majoritatea locuitorilor (73,22%) erau croați, existând și minorități de maghiari (13,72%), sârbi (5,07%) și romi (4,53%). Apartenența etnică nu este cunoscută în cazul a 0,54% din locuitori. Din punct de vedere confesional, majoritatea locuitorilor (88,73%) erau catolici, existând și minorități de ortodocși (5,41%), null (1,5%) și persoane fără religie și atei (1,33%). Pentru 1,58% din locuitori nu este cunoscută apartenența confesională.